# Слесарчук, Игорь Анатольевич
Игорь Анатольевич Слесарчук (латыш. Igors Sļesarčuks; 31 марта 1976, Белые Берега, Фокинский район, Брянская область, РСФСР) — латвийский футболист, нападающий, полузащитник, тренер. Выступал за сборную Латвии.

## Биография

### Клубная карьера
Воспитанник рижского футбола, первый тренер — Андрей Викторович Карпов. На взрослом уровне начал выступать в 1992 году в составе «Сконто 2», в первой лиги чемпионата Латвии. В 1994 году перешел «Сконто», с этим клубом становился чемпионом Латвии 1994 и 1995 года и обладателем Кубка Латвии 1995 года, в 1994 году занял четвёртое место среди бомбардиров(10 голов). Также играл за резервный состав рижского клуба, который тоже выступал в высшей лиге Латвии.
После тяжелой травмы в конце 1995 года, был отдан в аренду в эстонский клуб «Таллинна Садам», где провёл два неполных сезона. Становился бронзовым призёром чемпионата Эстонии (1996/97), двукратным обладателем Кубка Эстонии (1996, 1997), обладателем Суперкубка страны (1997). В 1997 году ненадолго вернулся в «Сконто», сыграл один матч в чемпионате и одну игру в еврокубках, команда в том сезоне снова стала чемпионом Латвии.
В 1998 году был продан в белорусский клуб «Славия» (Мозырь), где провёл следующие четыре сезона, сыграв 85 матчей в лиге. Становился чемпионом (2000) и серебряным призёром (1999) чемпионата Белоруссии, обладателем (2000) и финалистом (1999, 2001) Кубка Белоруссии. В 2002 году перешёл в солигорский «Шахтёр», где провёл три сезона, становился бронзовым призёром чемпионата (2002, 2004) и обладателем Кубка Белоруссии (2004).
В 2005 году вернулся в Латвию и присоединился к дебютанту высшей лиги «Вента» (Кулдига), однако в ходе сезона клуб прекратил существование. Летом 2005 года перешёл в «Вентспилс», где провёл два с половиной сезона. В составе «Вентспилса» в 2005 году стал бронзовым призёром чемпионата Латвии, а в 2006 и 2007 годах — чемпионом страны. Обладатель Кубка Латвии 2005 и 2007 годов. В сезоне 2005 года стал лучшим бомбардиром национального чемпионата с 18 голами (6 — за «Венту» и 12 — за «Вентспилс»).
В начале 2008 года перешёл в клуб второго дивизиона России «Волгарь» (Астрахань), по организационным причинам клуб выступал под названием «Волгарь-Газпром-2». Спустя полсезона перешёл в другой российский клуб, «Машук-КМВ», игравший дивизионом выше.
2009 год пропустил из-за травмы.
С 2010 года до конца игровой карьеры вновь выступал в Белоруссии. Два сезона провёл в высшей лиге в составе «Витебска». В 2012 году с могилёвским «Днепром» одержал победу в турнире первой лиги и занял четвёртое место среди бомбардиров (12 голов). В 2013 году снова играл за «Витебск», опустившийся в первую лигу, стал бронзовым призёром соревнований. В 2014 году вернулся в свой бывший клуб «Славия» (Мозырь), с ним занял второе место в первой лиге, отыграв весь сезон на позиции центрального защитника и заслужил право на выход в высший дивизион. С учётом предыдущего периода выступлений за «Славию» достиг отметки в 100 матчей за клуб. По окончании сезона 2014 года в 38-летнем возрасте завершил игровую карьеру.
Всего в высшей лиге Беларуси провёл 204 игры, забил 47 голов. В высшей лиге Латвии — 49 голов.

### Карьера в сборной
Выступал за молодёжную и олимпийскую сборную Латвии.
Дебютный матч за национальную сборную Латвии сыграл 6 февраля 1998 года в рамках товарищеского турнира на Мальте против Грузии, заменив на 62-й минуте Виталия Астафьева. Первый гол забил в своей четвёртой игре, 21 апреля 1998 года на Кубке Балтии в ворота сборной Литвы. Весной 1998 года сыграл 4 матча и забил один гол, после чего семь лет не выступал за сборную, 21 мая 2005 года вернулся в команду и сыграл свой последний матч, также на Кубке Балтии против Литвы.

### Тренерская карьера
После окончания игровой карьеры остался в тренерском штабе мозырской «Славии» и в течение двух сезонов возглавлял дублирующий состав клуба, затем один сезон работал в тренерском штабе основной команды, был ассистентом Юрия Пунтуса.В 2018 году был в штабе основной команды «Славии», был ассистентом Михаила Мартиновича. В августе 2018 года вошел в штаб Вадима Скрипченко ФК «Арарат-Армения» (Ереван), но через два месяца вместе с Вадимом Скрипченко покинул клуб. В 2019 году был ассистентом Вадима Скрипченко в клубе «Торпедо-БелАЗ», но после увольнения Скрипченко и назначения Пунтуса покинул клуб.
В 2020 году начал самостоятельную тренерскую карьеру, возглавив клуб второй белорусской лиги «Осиповичи».
В августе 2020 года вошел в штаб Вадима Скрипченко в футбольном клубе «Минск».
В феврале 2021 года возглавил футбольный клуб первой белорусской лиги «Слоним 2017».
В августе 2023 года специалист получил тренерскую лицензию категории PRO.
22 апреля 2025 года возглавил клуб «Витебск», покинув пост главного тренера клуба «Сморгонь». Принял команду после трех туров высшей лиги-2025, подписав контракт до конца сезона-2027. После поражения от «Нафтана» (0:3) в 18-м туре директор клуба Николай Вайтюховский анонсировал кадровые изменения. 20 августа 2025 года Слесарчук оставил должность главного тренера «Витебска». Клуб и специалист достигли соглашения о расторжении контракта по взаимному согласию. На тот момент команда занимала 9-е место.

## Личная жизнь
Отец по национальности белорус, мать русская. Женат на уроженке Мозыря, двое детей. В 2008 году получил российский паспорт, также имеет вид на жительство в Беларуси. Сын Данила Слесарчук является профессиональным футболистом.